# جاناتان داگلاس
جاناتان داگلاس (انگلیسی: Jonathan Douglas؛ زادهٔ ۲۲ نوامبر ۱۹۸۱) بازیکن فوتبال اهل جمهوری ایرلند است.
از باشگاه‌هایی که در آن بازی کرده است می‌توان به باشگاه فوتبال بلکبرن روورز، باشگاه فوتبال سوئیندون تاون، باشگاه فوتبال بلکپول، باشگاه فوتبال چسترفیلد، باشگاه فوتبال گیلینگام، باشگاه فوتبال لیدز یونایتد، باشگاه فوتبال ایپسویچ تاون، و باشگاه فوتبال برنتفورد اشاره کرد.